# Medlingen
Medlingen är en kommun och ort i Landkreis Dillingen an der Donau i Regierungsbezirk Schwaben i förbundslandet Bayern i Tyskland. 
Kommunen bildades 1 januari 1975 genom en sammanslagning av kommunerna Obermedlingen och Untermedlingen.
Kommunen ingår i kommunalförbundet Gundelfingen an der Donau tillsammans med staden Gundelfingen an der Donau och kommunerna Bächingen an der Brenz och Haunsheim.